# 中華共進會
中華共進會是由蔣中正支持、上海黑社會人物成立的反共組織，旨在協助蔣中正以謀殺方式打擊中共勢力，主要成員有黃金榮、張嘯林、杜月笙、虞洽卿、王曉籟等。
在1927年4月5日的上海各報紙上，中華共進會刊登籌備成立的公告，自稱是以前的國民革命組織共進會，獲得中華民國國民政府國民革命軍核准，「恢复」在案。中華共進會地址在上海法租界格洛克路紫陽里7號。

## 相關
- 四·一二事件
- 宋教仁